# Engomegoma gordonii
Engomegoma gordonii là một loài thực vật có hoa trong họ Olacaceae. Loài này được Breteler mô tả khoa học đầu tiên năm 1996.